# Britská Jihoafrická společnost

Vlajka britské Jihoafrické společnosti za Cecila Rhoda

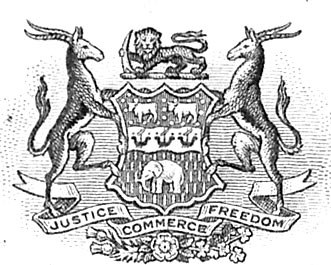
Znak britské Jihoafrické společnosti

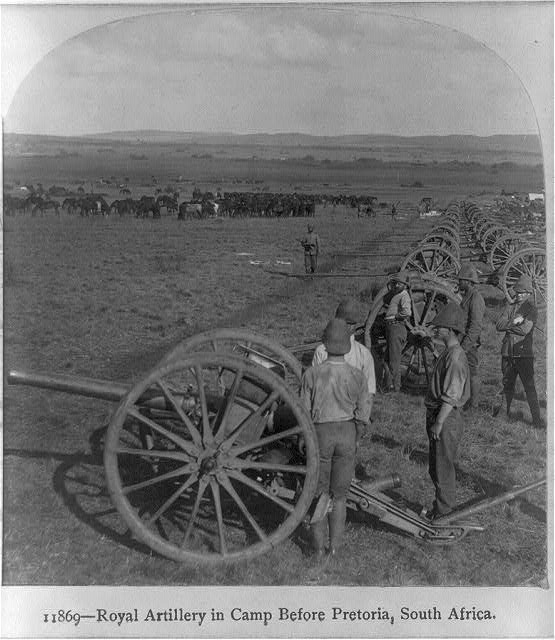
Britská děla v druhé búrské válce

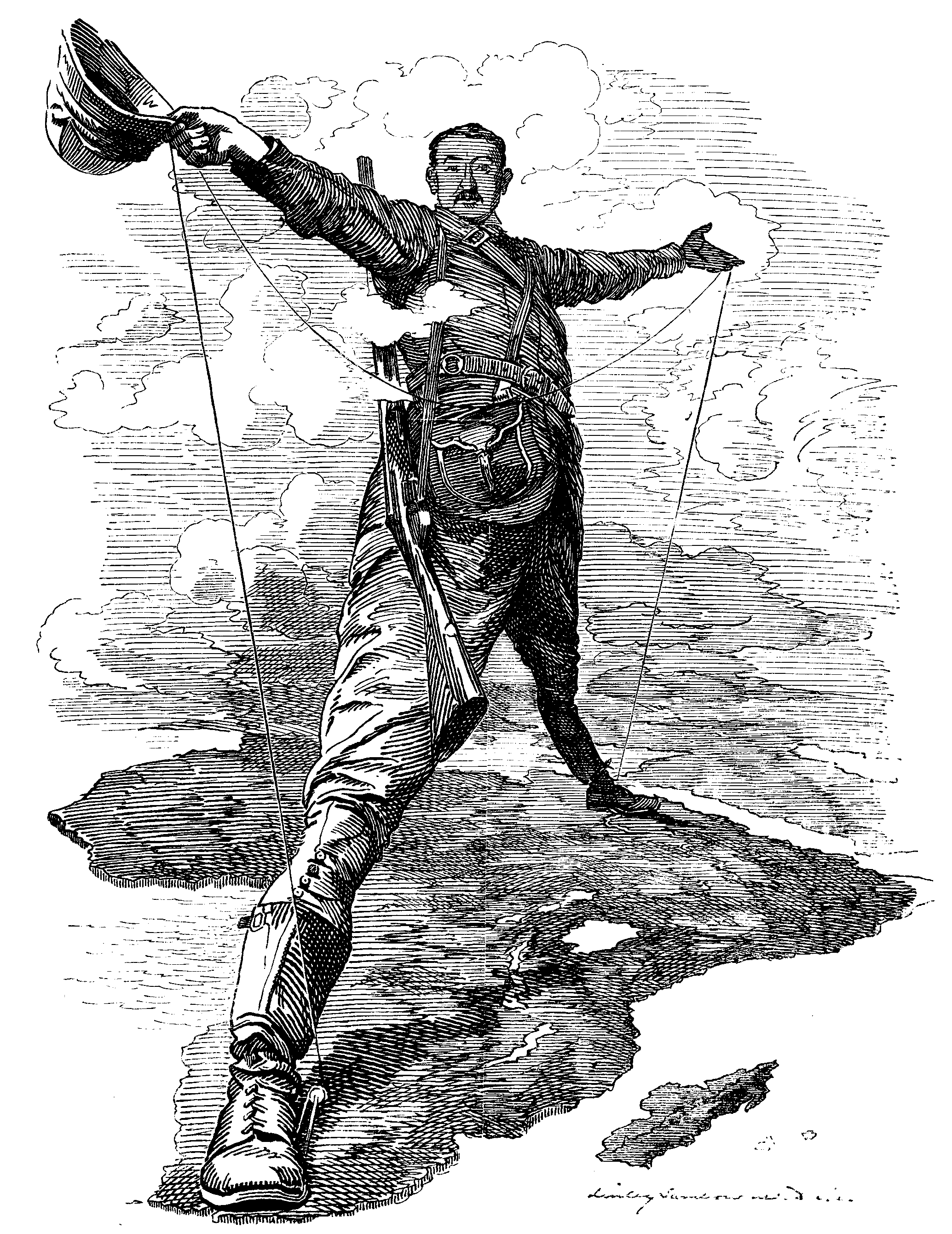
„Z Káhiry do Kapského města“ – podle Cecila Rhoda

Britská Jihoafrická společnost (anglicky British South Africa Company) byla britská výsadní obchodní společnost, založená roku 1889 výsadní královskou listinou, největším představitelem britského imperialismu 19. století, Cecilem Rhodem sloučením společností Central Search Association a Exploring Company Ltd. Struktura britské Jihoafrické společnosti byla vybudována po vzoru britské Východoindické společnosti a Cecil Rhodes doufal, že tak bude moci kolonizovat a ekonomicky využívat oblast centrální a jižní Afriky. V čele společnosti usedl, kromě samotného Cecila Rhodese také James Hamilton, druhý vévoda z Abercornu a finančník Albert Beit.

## Obchod

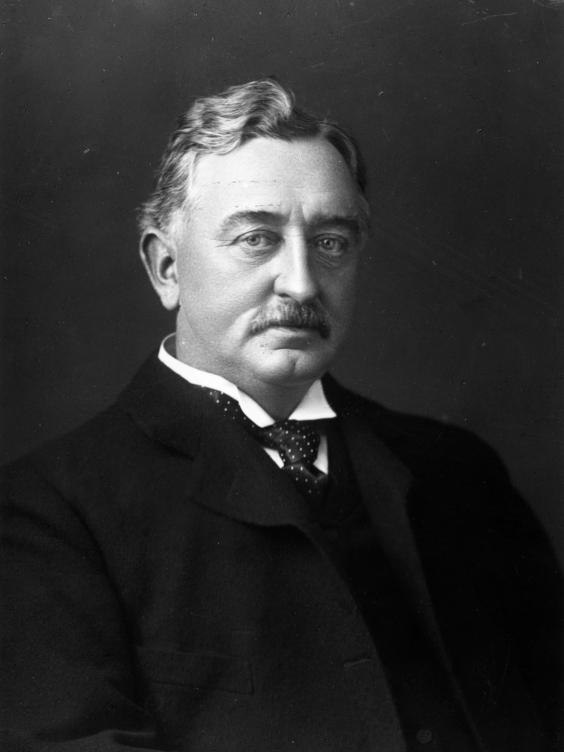
Cecil Rhodes

Společnost byla zplnomocněna pro obchod s lokálními africkými vládci, jako například král Lobengula Kumalo, provozovat banky, přidělovat, spravovat a roztřiďovat území v Africe a mít své vlastní policejní složky - Britskou jihoafrickou policii. Na oplátku Společnost souhlasila, že na Společností kontrolovaných území bude respektovat místní africké právo a pro provozování volného obchodu také místní náboženství. Ale Cecil Rhodes a další osadníci, kteří představovali britskou Jihoafrickou společnost vytvořili své vlastní zákony, čímž původní africké právo zcela přehlíželi, spoléhaje se při prosazování svých zájmů také na dělostřelectvo.

## Zabezpečení britské Jihoafrické společnosti
Britská Jihoafrická společnost zrekrutovala svou vlastní armádu, zaútočila a porazila domorodce v bitvě na severu od řeky Limpopo. Tento konflikt je znám jako první matabelská válka. Britové zde vůbec poprvé v bojovém terénu použili nový kulomet Maxim (pět kulometů Maxim na pět tisíc mrtvých nepřátel). Společnost dobyla, a následná tři desetiletí spravovala území, které nazývala Zambezia, a později Rhodesia a v dnešní době se na tomto území rozkládají státy Zambie a Zimbabwe.

## Politika
V roce 1914 byla obnovena královská vláda na územím Společnosti, avšak jen za podmínky, že osadníkům v Rhodesii budou zvětšena jejich politická práva. V roce 1922 britská Jihoafrická společnost začala vyjednávat s vládou Jihoafrické unie, která měla veliký zájem na převzetí území držené Společností. Tento plán ovšem ztroskotal, neboť osadníci neodhlasovali své začlenění do Jihoafrické unie. O rok později Britové zvolili neobnovení smlouvy s britskou Jihoafrickou společností a místo toho souhlasili s „autonomním“ koloniálním statusem kolonie Jižní Rhodesie (dnešní Zimbabwe) a statusem protektorátu Severní Rhodesie (dnešní Zambie).

## Zisky
Britská Jihoafrická společnost nedokázala mít takové zisky, aby byla schopna vyplatit podíly svým akcionářům poté, co v roce 1923 ztratila přímou správu nad Rhodesií. O deset let později prodala svá práva na minerální průzkum v oblasti jižně od řeky Zambezi jihorhodesijské vládě. Avšak tato práva Společnosti zůstala pro oblast v Severní Rhodesii, stejně jako velký zájem v oblasti důlního průmyslu, železnic, nemovitostech a zemědělství napříč jižní Afrikou.

## Sloučení Společnosti
V roce 1964 byla britská Jihoafrická společnost donucena předat svá těžební práva do rukou vlády Zambie a následujícího roku se britská Jihoafrická společnost sloučila s Central Mining & Investment Corporation Ltd a The Consolidated Mines Selection Company Ltd a vznikla tak těžební a industriální společnost známá jako Charter Consolidated Ltd, ze které téměř jednu třetinu akcií vlastnila důlní společnost Anglo American PLC.

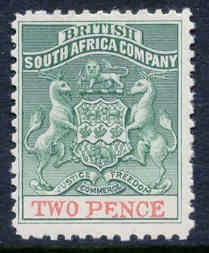
Známka britské Jihoafrické společnosti z roku 1894